# نتستوم
نَتَسْتُوم (الاسم العلمي:  Nastastoma)، جنس أسماك بحرية أنقليسية من فصيلة أنقليس منقار البط.

## الأنواع
يوجد حاليًا خمسة أنواع معترف بها في هذا الجنس:
- Nettastoma falcinaris Parin & Karmovskaya, 1985
- Nettastoma melanurum قسطنطين صموئيل رافينسك, 1810 (Blackfin sorcerer)
- Nettastoma parviceps ألبرت غونتر, 1877 (Duck-billed eel)
- Nettastoma solitarium Castle & D. G. Smith, 1981 (Solitary duck-billed eel)
- Nettastoma syntresis D. G. Smith & J. E. Böhlke, 1981